# Bolesław Chocha
Bolesław Chocha (* 6. August 1923 in Hrodna, Woiwodschaft Białystok, Polen; † 2. Mai 1987 in Józefów) war ein polnischer Divisionsgeneral und Politiker der Polnischen Vereinigten Arbeiterpartei (PZPR), der zwischen 1968 und 1973 Chef des Generalstabes der Streitkräfte der Volksrepublik Polen sowie im Anschluss von 1973 bis 1977 Kommandant der Generalstabsakademie (Akademia Sztabu Generalnego) war.

## Leben

### Ausbildung zum Offizier und Aufstieg zum Generalmajor
Chocha, dessen Vater Konstanty Chocha im Grenzschutzkorps der polnischen Armee diente, wurde wegen der Beteiligung seines Vaters an Gefechten gegen die Rote Armee im Jahr 1939 von Mitarbeitern des NKWD (Народный комиссариат внутренних дел) zusammen mit seiner Familie nach Kasachstan deportiert. 1943 trat er in die Polnischen Streitkräfte in der Sowjetunion (Polskie Siły Zbrojne w ZSRR) ein und fand dort Verwendung in der 1. Infanteriedivision Tadeusz Kościuszko. Während der Schlacht um Leninsk-Kusnezki im Oktober 1943 diente er als Zugführer eines schweren Maschinengewehrzuges des 3. Infanterieregimentes. Nach dem Besuch der Offiziersschule der Infanterie in Rjasan blieb er dort als Lehrer für Maschinengewehre und Taktik.
Nach Kriegsende und des Umzuges der Offiziersschule der Infanterie nach Lublin war er weiterhin als Lehrer für Taktik tätig, ehe er nach Abschluss der Generalstabsakademie Karol Świerczewski in Rembertów 1951 aufgrund seiner militärtheoretischen Fähigkeiten Dozent für allgemeine Taktik an dieser Ausbildungsstätte wurde. Danach war Oberstleutnant Chocha von 1957 bis Dezember 1960 als erster Befehlshaber mit der Aufstellung der neu gegründeten 6. Pommerschen Luftlandedivision (6 Pomorska Dywizja Powietrznodesantowa) betraut, der ersten Fallschirmjägereinheit Polens. Während seiner dortigen Dienstzeit wurde er zum Oberst und zuletzt 1960 zum Brigadegeneral befördert. Sein Nachfolger als Befehlshaber der 6. Luftlandedivision wurde Oberst Józef Mroczko.
1960 erfolgte seine Ernennung zum stellvertretenden Chef des Generalstabes der Streitkräfte und während dieser bis 1968 dauernden Verwendung 1965 auch seine Beförderung zum Divisionsgeneral. Zusammen mit dem damaligen stellvertretenden Verteidigungsminister Generalleutnant Zygmunt Duszyński trat er in den 1960er Jahren für die Bildung einer „polnischen Front“ innerhalb des Warschauer Paktes ein, um ein Körnchen an Kontrolle über polnische Einheiten durch polnische Offiziere zu erhalten.

### Chef des Generalstabes und Kommandant der Generalstabsakademie
Am 11. April 1968 wurde Generalmajor Chocha als Nachfolger von Divisionsgeneral Wojciech Jaruzelski Chef des Generalstabes der Streitkräfte und übte diese Funktion bis zu seiner Ablösung durch Divisionsgeneral Florian Siwicki am 11. Januar 1973 aus. Er war damit zuständig für die Planung und oberste militärische Leitung der Streitkräfte. Kurz nach seinem Amtsantritt begann der Generalstab mit der Ausarbeitung des Truppeneinmarschplans zur Vorbereitung der Operation Donau genannten Niederschlagung des Prager Frühlings durch die Truppen des Warschauer Pakts. Dazu beauftragte er den Leiter der Abteilung II im Generalstab, Brigadegeneral Wojciech Barański.
Daneben war Chocha, der 1947 im Polnischen Arbeiterpartei PPR (Polska Partia Robotnicza) sowie 1948 der PZPR wurde, zwischen 1968 und 1975 Kandidat des Zentralkomitees (ZK) der PZPR.
Im Anschluss wurde er am 24. Januar 1973 Nachfolger von Generalmajor Adam Czaplewski als Kommandant der Generalstabsakademie (Akademia Sztabu Generalnego) und verblieb in dieser Stellung bis zum 6. Dezember 1977. Nachfolger wurde im April 1978 Generalleutnant Józef Kamiński, der bisherige stellvertretende Generalstabschef der Truppen des Warschauer Paktes.
Chocha, der bis zu seinem Tod Mitglied des Nationalrates des Verbandes der Kämpfer für Freiheit und Demokratie ZBoWiD (Związek Bojowników o Wolność i Demokrację) war, der offiziellen staatlich kontrollierten Kriegsveteranenvereinigung in der Volksrepublik Polen, wurde 1979 in den Ruhestand verabschiedet.
Nach seinem Tod wurde Chocha auf einem Friedhof in Józefów bestattet. An der Beisetzung nahmen unter anderem Verteidigungsminister, Armeegeneral Florian Siwicki, sowie der Kommandant der Generalstabsakademie, Generalmajor Władysław Mróz, teil. Aus seiner 1952 geschlossenen Ehe mit Ludwika Chocha gingen sein Sohn Piotr und die Tochter Krystyna hervor.

### Orden und Auszeichnungen
Während seiner langjährigen Laufbahn wurde Chocha mehrfach mit in- und ausländischen Orden und Auszeichnungen geehrt. Zu den bedeutendsten Ehrungen gehören der Order Odrodzenia Polski, den er 1958 als Ritter und 1963 als Offizier verliehen bekam. Darüber hinaus erhielt er unter anderem das Verdienstkreuz der Republik Polen in Silber 1945 und 1946.
An ausländischen Orden erhielt er unter anderem das Großkreuz des Finnischen Orden der Weißen Rose 1969 sowie jeweils von der Sowjetunion den Leninorden 1968, den Rotbannerorden 1973, die Medaille „Sieg über Deutschland“, die Medaille „20. Jahrestag des Sieges im Großen Vaterländischen Krieg 1941–1945“, die Medaille „30. Jahrestag des Sieges im Großen Vaterländischen Krieg 1941–1945“ sowie die Medaille „50 Jahre Streitkräfte der UdSSR“ 1968.

## Veröffentlichungen
Chocha war auch Autor mehrerer Bücher und Artikeln in militärischen Fachzeitschriften zur Verteidigung des nationalen Territoriums, Überlegungen zu Taktiken und operativen Technik, Krieg und Militärdoktrin und zahlreiche Veröffentlichungen in Fachzeitschriften militärischen Thema. Zu seinen bekanntesten Veröffentlichungen gehörten:
- Teritorijalna obrana zemlje, 1968
- Obrona terytorium kraju, 2 Bände, 1974
- Wojna i doktryna wojenna: wybrane problemy, Julian Kaczmarek, 1980
- Rozważania o taktyce, 1982, ISBN 83-11-06787-2
- Rozważania o sztuce operacyjnej, 1984, ISBN 83-11-07106-3